# هدى بيوتي

باليت هدى بيوتي لظلال العين

هدى بيوتي (بالإنجليزية: Huda Beauty)‏ هي سلسلة مستحضرات تجميل أطلقتها هدى قطان في عام 2013. تم اختيار المُؤسسة قطان كواحدة من أكثر 25 شخصية مؤثرة على الإنترنت من قبل مجلة تايم في عام 2017 وبوصفها واحدة من أغنى النساء العصاميات وواحدة من أفضل ثلاث مؤثرات جمال من قبل فوربس. في غضون 5 سنوات، بَنت العلامة التجارية سمعة إيجابية على بعض منتجاتها مثل سلسلة الرموش الصناعية، ومجموعة من كريمات الاساس، وبعض مجموعات الظلال للعين والوجه.

## معلومات أساسية
بدأت قطان مدونة ذات صلة بالجمال والتي أطلقت عليها اسم هدى بيوتي، بالإضافة إلى قناة على اليوتيوب في نيسان (أبريل) عام 2010. ومنذ ذلك الحين نجحت قطان في تحقيق النجاح على منصات متعددة: في عام 2018 أصبح لدى هدى بيوتي أكثر من مليوني مشترك على اليوتيوب والحساب الأول على قسم الجمال في الانستقرام في العالم بأكثر من 30 مليون متابع. محتويات قنوات قطان موجهة نحو تعليم الجمال: تشارك قطان طرق المكياج وروتين العناية بالبشرة ومنتجات التجميل الشخصية المفضلة. هناك أيضًا مشاركات مدعومة على الرغم من أنها تظهر بنسبة أصغر من المحتوى الأساسي مقارنةً بمؤثرين الإنترنت ومدونين الجمال.
أطلقت قطان سلسلة مستحضرات تجميل سميت باسم قناتها في عام 2013. أصبحت منذ ذلك الوقت واحدة من أسرع ماركات الجمال التجارية نموا في العالم.

## الإطلاق
كان أول منتج لهدى بيوتي عبارة عن مجموعة من الرموش الصناعية التي تم بيعها بواسطة سيفورا في دبي عام 2011 وفي الولايات المتحدة عام 2015. وأفادت التقارير أن الأخوات كارداشيان يستخدمن رموش هدى بيوتي، مما وفر اعلان مبكر ودعم للعلامة التجارية. في عام 2018 تقدرت قيمة شركة هدى بيوتي بقيمة 550 مليون دولار أمريكي وتقدر قيمة الشركة كعمل تجاري بأكثر من مليار دولار وفقاً لفوربس. وفي ديسمبر 2017 تلقت الشركة استثمارات أقلية من تي اس جي لشركاء التجاريون المستهلكون وهي شركة أسهم خاصة استثمرت سابقاً في العلامات التجارية لتجميل مثل «سماشبوكس» و «اتز كوسمتك» (تم شرائهما من قبل شركات التجميل الكبرى إستي لودر ولوريال).

## المنتجات
تقدم هدى بيوتي أكثر من 140 منتجًا عبر الإنترنت أو في المتجر. أطلقت العلامة التجارية للجمال مجموعة كاملة من المنتجات والتي تشمل مجموعات أحمر الشفاه ومجموعات الوجه مثل الاضاءه والكونتور، الأظافر الصناعية والرموش الصناعية والمنتج التعاوني مع تويزرمان. وقد صنفت رموش سامانثا منذ إطلاقها كواحدة من أفضل المنتجات مبيعا ونقداً عالياً.
المبيعات
مازالت جميع المنتجات التي تم إطلاقها في عام 2018 تجلب 200 مليون دولار على الأقل من الإيرادات السنوية. وقد وصفت مجلة الأخبار تايم هذا «عصر العلامة التجارية للجمال على الإنترنت» حيث استولت منتجات التجميل على الإنترنت على نسبة مئوية كبيرة أكثر من سوق الجمال التقليدي. انهم يمتلكون حصة متزايدة بشكل كبير في السوق كله.
السعر
يعتبر سعر منتجات هدى بيوتي معقولاً على نطاق واسع مقارنة بالمنتجات المماثلة التي تشترك بنفس سوق العمل. على الرغم من أن أسعار منتجات هدى بيوتي مرتفعة نسبياً مقارنةً بالعلامات التجارية للجمال التي أنشأها مستخدمو اليوتيوب أو مدونين الانستقرام. يطلق المدونون في الغالب منتجات الجمال ويحددون سعرًا أقل بقليلاً من سعر السوق العادي ولأنه لم يتم اخنبار أسماء علاماتهم التجارية وجودة منتجاتهم عبر الزمن.
وبالرغم من ذلك تبيع هدى بيوتي كريم الاساس بسعر 65 دولار أسترالي في متاجر سيفورا الأسترالية في حين تقدم "فنتي بيوتي من قبل "ريهانا" كريم اساس مماثلة في الاسواق الحالية المستهدفة بقيمة 50 دولار.
أيضا تبيع شركة التجميل الأولى إستي لودر كريم الاساس «دبل وير» التي تم مراجعته بشكل جيد اقل من 60 دولار في المتاجر مثل ويستفيلد وديفيد جونز في أستراليا.
ومع ذلك فإن منتج هدى بيوتي الأكثر شهرة: الرموش الصناعية «سامانثا» التي ما زال تحقق النجاح في المبيعات على الرغم من ان سعره 35 دولار في أستراليا. في حين ان شو ايمورا حاليا الاسم الأول في قسم الجمال المتعلق بالعيون يقدم رموش اصطناعية تقريبا بسعر 25 دولار أستُرالي في المتاجر
التقييم
الرموش الصناعية وكريمات الاساس هي الأكثر رواجًا من منتجات العلامة التجارية وفقاً لكمية بيعها وصافي الدخل وتحمل تصنيف #7. وقد وردت تعليقات واسعة النطاق على ان كريم الاساس خيار كافي لمجموعة واسعة من درجات ألوان البشرة المختلفة. في غضون ذلك فإن مجموعة ظلال العيون ورموش العيون الصناعية هي في الغالب المنتجات التي تم تقيمها بشكل إيجابي. في حين أن مجموعات الوجه وأحمر الشفاه السائل أو غيرها من المنتجات قد شهدت تعادلًا في حصة السوق.

## الجدالات والنقد
تفتيح الاعضاء التناسلية
وقد أثارت هدى بيوتي كبرنامج تعليمي على الإنترنت وعلامة تجارية جدلا كبيرا حول بعض المواضيع. واجهت العلامة التجارية خلافات شديدة حول المشاركة في مدونة تنصح النساء حول طرق لتفتيح لون أعضائهن التناسلية. نشرت اورجنلي يوم 7 أبريل 2018 صفحة بعنوان «لماذا يصبح المهبل الخاص بك غامق وكيفية تفتيحه» وإشارة إلى بعض النصائح من «خبير موثوق به» ومجلس الامراض الجلدية دوريس داي. تم انتقاد هذه المشاركة باعتبارها غير مهنية ومضللة.
ألوان البشرة المحدودة
تم إلقاء اللوم عموما على هدى بيوتي بسبب سوء تقديمها لـ«كريم الاساس المزيف التصفية» ومجموعة الظل على التويتر. هذا يعني أن العلامة التجارية تحاول إنشاء صورة انها هي الأكثر شمولا في الواقع. وقالت جوتي اينا صانعة محتوى في اليوتيوب في مجال الجمال: إن هذه العلامة التجارية يمكن أن ترضي النساء اللواتي يتمتعن بلون بشرة داكنة. في الواقع كانت هناك تغريدات من نساء داكنات يشيرون إلى تهميش قطان ألوان البشرة الادكن قبل فترة طويلة من تحدث اينا عن المنتج على قناتها.
الادعاءات المتعلقة بالتقليد
بودرة التثبيت مقابل بوتي بيكر  
أطلقت هدى بيوتي سلسلة منتجات تدعى «هدى إيزي بيك» في يونيو 2018. لاحظ البعض أوجه تشابه بين هذا المنتج وبين منتجات بيوتي بيكر وهي علامة سوداء صغيره تابعة لعلامة تجارية هندية امريكيه. عامل مؤثر أخر وهو جيفري ستار الذي أنتقد منتجات هدى بيوتي مرات عديدة. في يوليو 2018 قام ستار بنشر فيديو زعم فيه أن هدى بيوتي قامت بنسخ بودرة التثبيت من العلامة التجارية بيوتي بيكر 
لم يتهمها فقط بسرقة الفكرة بل في التغليف وجلسة تصوير المنتج أيضا. في جلسة تصوير هدى قطان ارتدت اللون الزهري وكانت تبدو وكأنها تخبز في المطبخ والتي تبدو مشابه لصورة بيوتي بيكر
لاحقا قام ستار بتصوير مقطع يقارن فيه بين منتج هدى بيوتي ومنتج بيوتي بيكر ومدى التشابه بينهم.
كريم الأساس مقابل فنتي بيوتي
في 2017, أعلنت هدى بيوتي عن ظهور مجموعة كريم أساس مع مجموعة متنوعة من الظلال. بعد انطلاق المجموعة واجهت الانتقادات من متابعي فنتي بيوتي بسبب نسخهم  لمجموعة كريم الأساس برو فلتر من فنتي بيوتي.
تضم فوكس فلتر من مجموعة كريم الأساس من هدى بيوتي مجموعة مختاره من 30 لونا من الظلال. بينما ماركة ريانا فنتي بيوتي برو فلتر تتضمن 40 لون ظل.
جدال حول آثار حب الشباب
كما في عام 2015 قامت فتاه تدعى إم فورد من الولايات المتحده بنشر فيديو على اليوتيوب باسم (انتي تبدين مقززه). يتكلم الفيديو عن التعليقات السلبية التي كانت تحيط بها بسبب إضفاء الطابع الإنساني من خلف الشاشات لإنهاء أنواع لغة التنمر. حتى الآن في أكتوبر 2018 تم مشاهدة الفيديو أكثر من 28 مليون مشاهده.
قامت هدى بوضع اعلان في اليوتيوب تلوم فيه وتفضح الاقران الأخرين لآثار حب الشباب. وقامت أيضا بنشر اعلان تقول فيه الشيء الوحيد الاسوأ من الإصابة بالطفح الجلدي هي اثار حب الشباب. ومع ذلك استغلت هدى الإيجابية التي حصدها فيديو فورد لتظهر مدى البشاعة التي يمكن ان تخلفها اثار حب الشباب.
بعد ما شاهدت إم فورد ما نشرته هدى قامت بسؤالها بما أنها تمتلك علامة تجارية أذا كانت تود أن تصبح حل لواحده من مشاكل التنمر.
أنتهى ذلك برد قطان بالاعتذار لها.

## التسويق
تقدر صناعة منتجات الجمال حوالي 445 مليار دولار. العامل الأساسي لنوها السريع هم مؤثرون المنصات الاجتماعية الذين يعتمدون على التركيز البصري مثل اليوتيوب والانستقرام  بينترست الذي يقوم ببناء مدونات عن العلامات التجارية مثل فنتي بيوتي.
وفقا لمجلة لفورس انخفض عائق دخول مجال التجميل كمقاولين لديهم عدد قوي من المتابعين في مواقع التواصل الاجتماعي. ويستطيعون الاستعانة بمختبرات بعقود أساسية لاختبار المنتجات والقيام ببيعها في المحلات مثل سيفورا والتا. اعتبارا من 2018 أصبحت مدونات العلامات التجاريه للتجميل تأخذ نسبا عاليه في سوق الجمال.
وفقا لأداة الجدولة في الانستقرام التي تنشر قائمة الأغنياء الأشد تأثيرا وتقدر القيم ودخل المؤثرين في الإنترنت. تكسب قطان كمالكه لشركة هدى بيوتي لكل منشور 66000 درهم إماراتي. مع ذلك يعتبر نادرا في مسارها. سميت قطان واحده من أهم 25 شخصية مؤثره على الناس في الإنترنت بجانب ج.ك رولنج وكيم كارداشيان.
ماركة هدى بيوتي من ضمن أفضل المبيعات لمستحضرات التجميل في سيفورا في الشرق الأوسط وفي هارودز في لندن. وفقا للعاملين في مجال الموضة فإن أصل قطان كمهاجره عراقية في أمريكا تتميز عن غيرها من المؤثرين على الجمال. قامت بدراسة الموارد المالية في أمريكا ومارسة المهنة كخبيرة مكياج في دبي.

## العطور
في 2018، ذكر أن هدى بيوتي سوف تدخل في مجال العناية بالبشرة والعطور وأعلنت عن مجموعة جديدة من العطور.

## وصلات خارجية
- الموقع الرسمي
 (بالإنجليزية)